# Gunilla Abrahamsson
Gunilla Elisabet Abrahamsson, född 22 juni 1945 i Norrköping i Sverige, är en svensk skådespelare och ståuppkomiker.
Abrahamsson studerade vid Statens scenskola i Göteborg, varifrån hon 1969 direkt rekryterades till svenskspråkiga Wasa Teater i Finland. Hon filmdebuterade 1986 i Birgitta Öhmans TV-film Anne-Marie alkoholist?.

## Filmografi (urval)
- 1987 – Undanflykten
- 1993 – Den gråtande ministern (TV-serie)
- 1994 – Fritänkaren – filmen om Strindberg
- 1994 – Kan du vissla Johanna
- 1994 – Rederiet (TV-serie gästroll)
- 1998 – Skärgårdsdoktorn (TV-serie gästroll)
- 1998 – Beck – Monstret (TV)
- 1998 – Kvinnan i det låsta rummet (TV-serie)
- 1999 – Vägen ut
- 1999 – Ett litet rött paket (TV-serie)
- 2000 – Barnen på Luna (TV-serie)
- 2001 – Bekännelsen
- 2001 – Om inte
- 2001 – Kaspar i Nudådalen - Birgitta Grudd
- 2002 – Stora teatern (TV-serie)
- 2002 – Stackars Tom (TV-serie)
- 2003 – En ö i havet (TV-serie)
- 2004 – Om Stig Petrés hemlighet (TV-serie)
- 2005 – 27 sekundmeter snö (TV-film)
- 2005 – Lovisa och Carl Michael (TV-serie)
- 2020 – Rebecka Martinsson (TV-serie)

## Teater

### Roller
| År   | Roll              | Produktion                                                | Regi           | Teater          |
| ---- | ----------------- | --------------------------------------------------------- | -------------- | --------------- |
| 1976 | Doktorinnan Lynge | Samhällets stöttepelare (Samfundets støtter) Henrik Ibsen | Claes Lundberg | Örebroensemblen |

### Fotnoter
1. 1 2  ”Gunilla Abrahamsson”. Svensk Filmdatabas. http://www.sfi.se/sv/svensk-filmdatabas/Item/?type=PERSON&itemid=110064. Läst 16 september 2012.
2. ↑  Fyra nya skådespelare vid Wasa teater i höst Arkiverad 5 december 2024 hämtat från the Wayback Machine., Österbottniska Posten den 9 maj 1969, sid. 8.